# Johann Thomas Petry
Johann Thomas Petry, auch Johann Thomas Petri, (* 1720 in Bundenbach; † 1799 in Schneppenbach) war ein deutscher Baumeister, der u. a. durch Fürst Johann XI. Albert Philipp Joseph Fürst Dominik von Salm-Kyrburg (1708–1778) zum salm-kyrburgischen Hofbaumeister ernannt wurde und zahlreiche Sakralbauten schuf.

## Leben
Johann Thomas Petry wurde als Sohn des Gerichtsschöffen und Baumeisters Thomas Petry († 1743)
und seiner Ehefrau Anna Barbara Petry geboren und heiratete am 8. November 1746 in Schneppenbach Anna Gertrud Petry geborene Stein (1727–1796), die Tochter der Eheleute Johann Heinrich Stein und Anna Maria Stein geborene Fey. Aus deren gemeinsamen Ehe entstammten 17 Kinder.

## Beruflicher Werdegang
Nach seiner Ausbildung bei Johann Georg Seitz, dem Vater von Johannes Seiz, wurde er 1760 zum Baumeister ernannt.

## Bauten und Entwürfe
- 1730: Evangelische Pfarrkirche in Simmertal, Kirchstraße; barocker Saalbau (unter Denkmalschutz)
- 1752–1771: Piaristenkolleg in Kirn (seit 1938 Rathaus)[7]
- 1755: Evangelische Pfarrkirche in Idar-Oberstein, Am Kirchberg 6; schlichter barocker Saalbau, Dachreiter mit welscher Haube
- 1764: (Heute) Evangelische Kirche in Kirchenbollenbach
- 1765: (Heute) Evangelische Pfarrkirche in Sien (ehem. St. Laurentius, als Simultankirche errichtet)
- 1768: Katholische Kapelle in Schneppenbach
- 1768–1770: Pfarrkirche St. Johannes der Täufer mit Pfarrhaus in Staudernheim
- 1769–1771: Fürstliche Kellerei in Kirn[8]
- 1770: Katholische Kirche St. Johann Baptist in Bärweiler, Hauptstraße 12; spätbarocker Saalbau, Bruchstein
- 1770–1771: Schloss Sien in Sien
- 1770–1772: Katholische Kirche St. Josef Calasanza in Kirn-Sulzbach; barockes Langhaus[9]
- 1775–1778: (Heute) Evangelische Kirche in Stipshausen
- 1781–1782: (Heute) Evangelische Kirche in Horn, Wilhelm-Oertel-Straße 11; barocker Saalbau
- 1790–1791: (Heute) Evangelische Pfarrkirche in Hennweiler, Hauptstraße; ehemals katholische Kirche St. Stephan, spätbarocker Saalbau, bezeichnet 1790, Architekt wohl Hofbaumeister Johann Thomas Petri, Kirn, romanischer ehemaliger Chorturm, zweite Hälfte des 13. Jahrhunderts[10]